# Międzybórz (gromada w powiecie sycowskim)
Międzybórz – dawna gromada, czyli najmniejsza jednostka podziału terytorialnego Polskiej Rzeczypospolitej Ludowej w latach 1954–1972.
Gromady, z gromadzkimi radami narodowymi (GRN) jako organami władzy najniższego stopnia na wsi, funkcjonowały od reformy reorganizującej administrację wiejską przeprowadzonej jesienią 1954 do momentu ich zniesienia z dniem 1 stycznia 1973, tym samym wypierając organizację gminną w latach 1954–1972.
Gromadę Międzybórz z siedzibą GRN w mieście Międzyborzu (nie wchodzącym w skład gromady) utworzono – jako jedną z 8759 gromad na obszarze Polski – w powiecie sycowskim w woj. wrocławskim, na mocy uchwały nr 26/54 WRN we Wrocławiu z dnia 2 października 1954. W skład jednostki weszły obszary dotychczasowych gromad Hałdrychowice, Klonów, Kraszów, Ligota Rybińska, Niwki Krasowskie, Ose i Oska Piła ze zniesionej gminy Międzybórz w tymże powiecie. Dla gromady ustalono 18 członków gromadzkiej rady narodowej.
29 lutego 1956 do gromady Międzybórz włączono miejscowość Niwki Książęce z gromady Kuźnica Myślniewska w powiecie ostrzeszowskim w woj. poznańskim.
1 lipca 1968 do gromady Międzybórz włączono obszar zniesionej gromady Bukowina Sycowska w tymże powiecie.
Gromada przetrwała do końca 1972 roku, czyli do kolejnej reformy gminnej. 1 stycznia 1973 w powiecie sycowskim reaktywowano gminę Międzybórz (od 1999 gmina należy do powiatu oleśnickiego w woj. dolnośląskim).